# Автошлях Т 1609
Автошля́х Т 1609 — автомобільний шлях територіального значення в Одеській області. Проходить територією Одеського району від перетину з Н33 через Сухий Лиман до перетину з М27. Загальна довжина — 8,3 км.

## Маршрут
Автошлях проходить через такі населені пункти:
| Автошлях Т 1609 |     |
| Одеська область |     |
| Одеський район  |     |
|                 | Н33 |
| Сухий Лиман     |     |
|                 | М27 |